# Paksong
Paksong là một huyện (muang, mường)  thuộc tỉnh Champasack ở hạ Lào.